# Tomáš-Garrigue-Masaryk-Orden

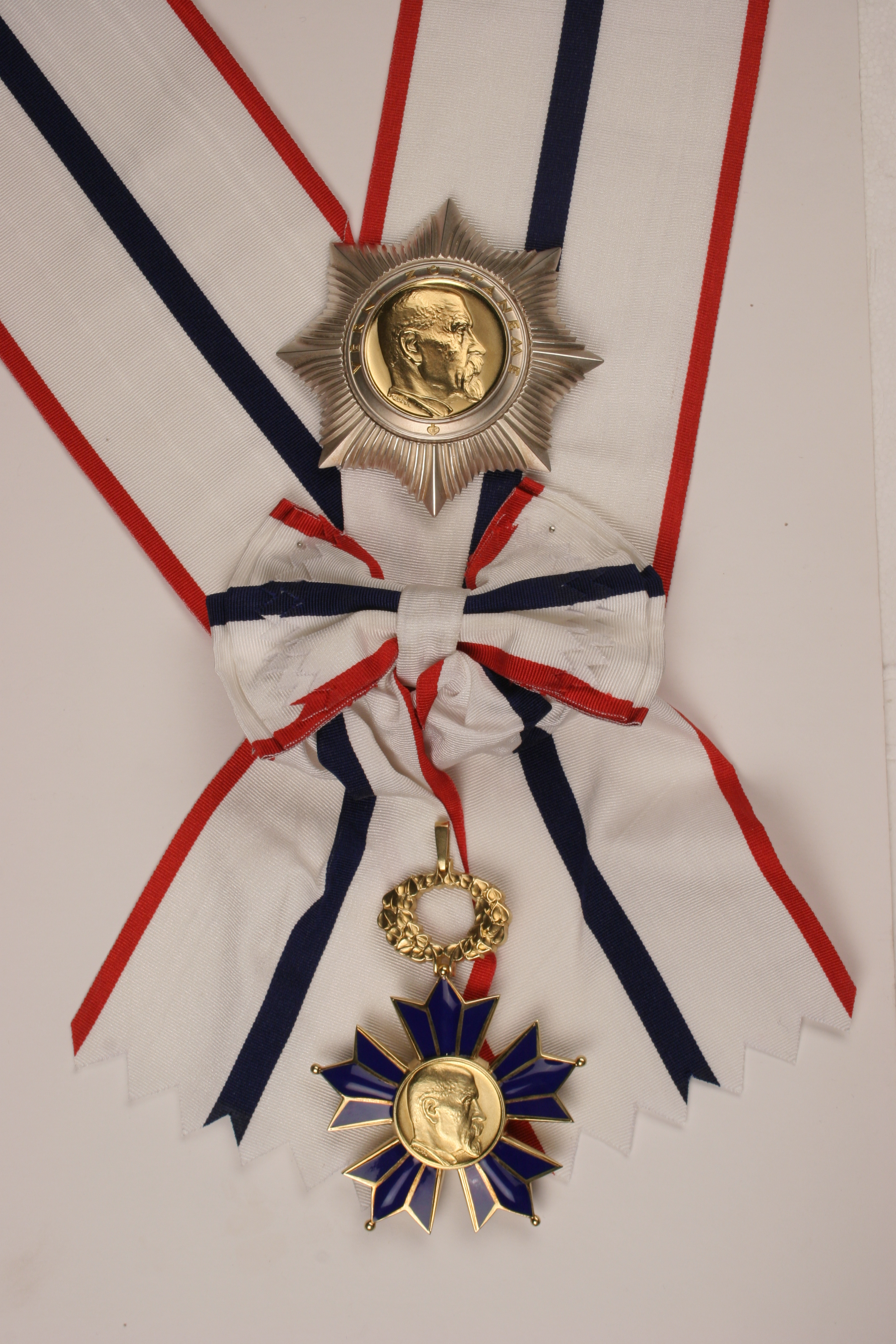
Tomáš-Garrigue-Masaryk-Orden (I. Klasse)

Der Tomáš-Garrigue-Masaryk-Orden (tschechisch Řád Tomáše Garrigua Masaryka) ist eine der höchsten staatlichen Auszeichnungen der Tschechischen Republik und der früheren ČSFR. Er wurde 1990 nach der Samtenen Revolution gestiftet und nach der Staatsteilung im Jahre 1994 erneuert. Er ist nach dem tschechischen Politiker Tomáš Garrigue Masaryk benannt.

## Ordensstufen
Der Orden weist fünf Stufen auf, von denen die 1. Klasse die ranghöchste ist.
- 1. Klasse – entspricht Großkreuz
- 2. Klasse – entspricht Großoffizier
- 3. Klasse – entspricht Komtur
- 4. Klasse – entspricht Offizier
- 5. Klasse – entspricht Ritter

## Protokoll
Der Präsident der Tschechischen Republik verleiht die Insignien des Ordens an Einzelpersonen, die sich durch herausragende Leistungen um die Förderung der Demokratie, der Menschlichkeit und der Menschenrechte verdient gemacht haben. 
Dem tschechischen Präsidenten steht für die Dauer seiner Amtszeit die 1. Ordensklasse zu. Durch gemeinsamen Beschluss des Abgeordnetenhauses und des Senates der Tschechischen Republik kann ihm nach dem Ausscheiden aus dem Amt der Orden auf Lebenszeit verliehen werden.
Der Orden zählt neben dem Orden des Weißen Löwen, der Tapferkeitsmedaille und der Verdienstmedaille zu den vier tschechischen Staatsauszeichnungen.

## Ordensträger
siehe auch Kategorie:Träger des Tomáš-Garrigue-Masaryk-Ordens

### 1. Klasse
- Josef Beran, in memoriam, 1991
- Josef Čapek, in memoriam, 1991
- Václav Černý, in memoriam, 1991
- Rudolf Firkušný, 1991
- Milan Hodža, in memoriam, 1991
- Milada Horáková, in memoriam, 1991
- Janko Jesenský, in memoriam, 1991
- Dušan Jurkovič, in memoriam, 1991
- Záviš Kalandra, in memoriam, 1991
- Rafael Kubelík, 1991
- Jan Masaryk, in memoriam, 1991
- Jan Palach, in memoriam, 1991
- Ján Papánek, 1991
- Jan Patočka, in memoriam, 1991
- Ferdinand Peroutka, in memoriam, 1991
- Daniel Rapant, in memoriam, 1991
- Fedor Ruppeldt, in memoriam, 1991
- Jaroslav Seifert, in memoriam, 1991
- Rostislav Sochorec, in memoriam, 1991
- Milan Šimečka, in memoriam, 1991
- Svätopluk Štúr, in memoriam, 1991
- Dominik Tatarka, in memoriam, 1991
- František Tomášek, 1991
- Jan Zajíc, in memoriam, 1991
- Ivan Dérer, in memoriam, 1992
- Alfred Fuchs, in memoriam, 1992
- Jozef Gregor-Tajovský, in memoriam, 1992
- Kamil Krofta, in memoriam, 1992
- Ivan Markovič, in memoriam, 1992
- Štefan Osuský, in memoriam, 1992
- Lev Sychrava, in memoriam, 1992
- Přemysl Šámal, in memoriam, 1992
- Jaroslav Šimsa, in memoriam, 1992
- Josef Štemberka, katholischer Priester und Pfarrer in Lidice, in memoriam, 1992
- Vladislav Vančura, in memoriam, 1992
- Karel Čapek, in memoriam, 1995
- Ladislav Karel Feierabend, in memoriam, 1995
- Pavel Tigrid, 1995
- Charles Vanik, 1995
- René Wellek, 1995
- Ladislav Rašín, in memoriam, 1995
- Karel Otčenášek, 1995
- Jan Opletal, in memoriam, 1996
- Rudolf Kirchschläger, 1996
- Juscelino Kubitschek de Oliveira, in memoriam, 1996
- Olga Havlová, in memoriam, 1997
- Gorazd (Matěj Pavlík), orthodoxer Bischof von Böhmen und Mähren-Schlesien, in memoriam, 1997
- Jeane Kirkpatrick, 1998
- Henry A. Kissinger, 1998
- Zbigniew Brzeziński, PhD., 1998
- Josef Karel Matocha, Erzbischof von Olmütz und mährischer Metropolit, in memoriam, 1999
- Ryszard Siwiec, in memoriam, 2001
- Robert Badinter, 2001
- Václav Havel, 2003
- Mary Robinson, 2003
- Willy Spühler, in memoriam, 2003
- Josef Hercz, 2005
- Stanislav Hlučka, 2005
- Miroslav Štandera, 2006
- Naděžda Kavalírová, Mitglied der Konföderation politischer Häftlinge, 2006
- Anděla Dvořáková, 2009
- Jiří Suchý, 2013
- Erazim Kohák, 2013
- Eduard Harant, 2014
- Hana Hegerová, 2014
- Karel Kryl, in memoriam, 2014
- Miroslav Zikmund, 2014
- Bill Clinton, 2024

### 2. Klasse
- Tomáš John Baťa, 1991
- Prokop Drtina, in memoriam, 1991
- Rudolf Fraštacký, in memoriam, 1991
- Pavol Peter Gojdič, in memoriam, 1991
- Josef Grňa, in memoriam, 1991
- Egon Hostovský, in memoriam, 1991
- Roman Jakobson, in memoriam, 1991
- Jiří Kolář, 1991
- Jindřich Kolovrat, 1991
- Martin Kvetko, 1991
- Jan Lang, 1991
- Jozef Lettrich, in memoriam, 1991
- Bohuslav Martinů, in memoriam, 1991
- Anastáz Opasek, 1991
- Hubert Ripka, in memoriam, 1991
- František Schwarzenberg, 1991
- Koloman Sokol, 1991
- Jaroslav Stránský, in memoriam, 1991
- Jan Šrámek, in memoriam, 1991
- Vavro J. Šrobár, in memoriam, 1991
- Jan Zahradníček, in memoriam, 1991
- Petr Zenkl, in memoriam, 1991
- Josef Zvěřina, in memoriam, 1991
- Vladimír Pavol Čobrda, in memoriam, 1992
- Vojta Beneš, Bruder von Edvard Beneš, in memoriam, 1992
- Zdeněk Bořek-Dohalský, in memoriam, 1992
- Fedor Houdek, in memoriam, 1992
- Václav Majer, in memoriam, 1992
- Jozef Országh, in memoriam, 1992
- Samuel Štefan Osuský, in memoriam, 1992
- Antonín Pešl, in memoriam, 1992
- Albert Pražák, in memoriam, 1992
- Vojtěch Preissig, in memoriam, 1992
- Emanuel Rádl, in memoriam, 1992
- Juraj Slávik, in memoriam, 1992
- Anton Štefánek, in memoriam, 1992
- Jan Uher, in memoriam, 1992
- Ján Ursíny, in memoriam, 1992
- Růžena Vacková, in memoriam, 1992
- Bernard Braine, Baron Braine of Wheatley, 1995
- Karel Hrubý, 1995
- Karel Poláček, in memoriam, 1995
- Mojmír Povolný, 1995
- Wolfgang Scheur, 1995
- Anton Alois Weber, in memoriam, 1995
- František Langer, in memoriam, 1995
- Blahoslav Hrubý, in memoriam, 1996
- Antonín Hřebík, in memoriam, 1996
- Milena Jesenská, in memoriam, 1996
- Dominik Pecka, in memoriam, 1996
- Max van der Stoel, 1996
- František Halas, in memoriam, 1997
- Jaroslav Kvapil, in memoriam, 1998
- Mikuláš Lobkowicz, 1998
- Václav Renč, in memoriam, 1998
- Josef Lux, in memoriam, 2000
- Rudolf Jílovský, in memoriam, 2000
- Vojtěch Dundr, in memoriam, 2001
- Miloslav Vlk, Erzbischof von Prag und Primas von Tschechien, 2002
- Elena Bonner, 2003
- Sergei Adamowitsch Kowaljow, 2003
- Václav Kojzar, Hauptmann, in memoriam, 2006
- Matylda Čiháková, Widerstandskämpferin im Zweiten Weltkrieg, 2006
- Michael Josef Pojezdný, Kirchenfunktionär, 2006
- Vladimír Bystrov, Publizist, Filmkritiker und Übersetzer, 2007
- Jiří Formánek, Oberst a. D., 2007
- Jakub Blacký, 2008
- Bohuslav Bubník, 2008
- Jan Graubner, Erzbischof von Olmütz, 2008
- Josef Lesák, 2008
- František Šedivý, 2009
- Jan Haluza, 2010
- Julie Hrušková, 2010
- Jan Janků, 2010
- Josef Vlček, 2010
- Dagmar Lieblová, 2011
- Karel Páral, 2011
- Anna Magdalena Schwarzová, 2011
- Marie Škarecká, 2011
- Hubert Procházka, 2012

### 3. Klasse
- Samuel Belluš, 1991
- Johann Wolfgang Brügel, in memoriam, 1991
- Jan Čep, in memoriam, 1991
- Ivo Ducháček, in memoriam, 1991
- Karel Engliš, in memoriam, 1991
- Jozef Felix, in memoriam, 1991
- Viktor Fischl (Avigdor Dagan), 1991
- Bedřich Fučík, in memoriam, 1991
- Alexandr Heidler, in memoriam, 1991
- Václav Hlavatý, in memoriam, 1991
- Vincent Hložník, 1991
- Fedor Hodža, in memoriam, 1991
- Vladimír Holan, in memoriam, 1991
- Josef Hora, in memoriam, 1991
- Ota Hora, 1991
- Jindřich Chalupecký, in memoriam, 1991
- Ján Jamnický, in memoriam, 1991
- Štefan Janšák, in memoriam, 1991
- Zdeněk Kalista, in memoriam, 1991
- Imrich Karvaš, in memoriam, 1991
- Božena Komárková, 1991
- Ivan Krasko, in memoriam, 1991
- Leopold Lahola, in memoriam, 1991
- František Lederer, in memoriam, 1991
- Cyprián Majerník, in memoriam, 1991
- Ivan Medek, 1991
- Václav Neumann, 1991
- Jaroslav Pecháček, 1991
- Přemysl Pitter, evangelischer Prediger, Sozialrechtler und Gerechter unter den Völkern, in memoriam, 1991
- Karel Plicka, in memoriam, 1991
- Alfréd Radok, in memoriam, 1991
- Milan Rúfus, 1991
- Josef Šafařík, 1991
- František Švantner, in memoriam, 1991
- Eduard Táborský, 1991
- Zdeněk Urbánek, 1991
- Jan Vladislav, 1991
- Jiří Weil, in memoriam, 1991
- Otto Wichterle, 1991
- Ján Bečko, in memoriam, 1992
- Ján Bulík, in memoriam, 1992
- František Dvorník, in memoriam, 1992
- Julius Firt, in memoriam, 1992
- Vladimír Grégr, in memoriam, 1992
- Vlasta Kálalová-Di Lotti, in memoriam, 1992
- František Kovárna, in memoriam, 1992
- František Kriegl, in memoriam, 1992
- Božena Kuklová-Štúrová, in memoriam, 1992
- Ján Lichner, in memoriam, 1992
- Antonín Mandl, in memoriam, 1992
- František Němec, in memoriam, 1992
- Josef Palivec, in memoriam, 1992
- Josef Patejdl, in memoriam, 1992
- Františka Plamínková, in memoriam, 1992
- Marie Provazníková, in memoriam, 1992
- Václav Talich, in memoriam, 1992
- Štěpán Trochta, in memoriam, 1992
- Květoslava Viestová, in memoriam, 1992
- Františka Zemínová, in memoriam, 1992
- Vilém Brzorád, in memoriam, 1995
- Josef Fischer, in memoriam, 1995
- Ladislav Hejdánek, 1995
- Zdeněk Rotrekl, 1995
- Slavomír Klaban, 1996
- Ludvík Vaculík, 1996
- Jakub Čermín, 1996
- Eugéne V. Faucher, 1996
- Viktor Fischl, 1996
- Radomír Luža, 1996
- Bohumil Vít Tajovský, 1996
- Anton Otte, Vorsitzender der Ackermann-Gemeinde, 1996
- Oto Mádr, 1997
- Radim Palouš, 1997
- Karel Pecka, in memoriam, 1997
- Rudolf Battěk, 1997
- Josef Fišera, 1997
- Jaroslav Drábek, in memoriam, 1997
- Richard Glazar, 1997
- Otta Bednářová, 1997
- Antonín Huvar, 1998
- Jakub S. Trojan, 1998
- Václav Malý, Weihbischof in Prag, 1998
- Jiří Kovtun, 1998
- Jaroslav Kašpar-Pátý, Generalmajor, in memoriam, 1998
- Václav Hyvnar, 1998
- Vlasta Chramostová, 1998
- Richard Belcredi, 1998
- Emil Filla, in memoriam, 1998
- Stanislav Drobný, 1998
- Viktor M. Fic, 1998
- Emanuel Viktor Voska, in memoriam, 1998
- Vilém Prečan, 1998
- Rudolf Karel, in memoriam, 1998
- Jaroslav Opat, 1998
- Vladimír Sís, in memoriam, 1998
- Jan Milič Lochman, 1998
- Přemysl Janýr, in memoriam, 1999
- Oldřich Černý, 1999
- Jiří Horák, 2000
- Michael Novak, 2000
- Milan Machovec, 2000
- Jindřich Vaško, in memoriam, 2001
- Václav Chytil, in memoriam, 2001
- Pavel Smetana, Synodalsenior der Evangelischen Kirche der Böhmischen Brüder, 2002
- Zdeněk Kessler, 2002
- Karel Schwarzenberg, 2002
- Jacques Rupnik, 2002
- Efraim Karol Sidon, Oberrabbiner von Prag und Landesrabbiner, 2002
- Luboš Dobrovský, 2002
- Richard Feder, in memoriam, 2002
- Emil Ludvík, 2003
- Lubomír Voleník, in memoriam, 2003
- Luisa Abrahams, 2003
- Adam Michnik, 2003
- Antje Vollmer, 2003
- Miroslav Kusý, 2003
- Jaroslav Škarvada, emeritierter Weihbischof in Prag, 2003
- Antonín Sum, 2003
- Arnošt Kubík, Oberst a. D., 2004
- Tomáš Sedláček, Generalleutnant a. D., 2004
- Josef Zlámal, O. Melit. Prior, 2004
- Otokar Vinklář, Oberst a. D., 2004
- Martin František Vích, 2005
- František Zahrádka, Mitglied der Konföderation politischer Häftlinge, 2007
- Jaroslav Grosman, 2008
- František Wiendl, 2008
- Josefína Napravilová, 2009* Josef Veselý, 2009
- Vladimír Lopaťuk, 2011
- Ladislav Suchomel, 2011
- František Suchý, 2011
- Leopold Färber, 2012

### 4. Klasse
- Rudolf Briška, in memoriam, 1991
- Oskár Ferianc, in memoriam, 1991
- Ctibor Filčík, in memoriam, 1991
- Alexander Hirner, in memoriam, 1991
- Ján Jesenský, in memoriam, 1991
- Jiří Král, 1991
- Anna Kvapilová, 1991
- Michal Lukniš, in memoriam, 1991
- Ján Mikleš, 1991
- Jarmila Novotná-Daubek, 1991
- Gustáv Papp, 1991
- Bernadeta Pánčiová, 1991
- Bohumil Sekla, in memoriam, 1991
- Ester Šimerová, 1991
- Jan Šimsa, 1991
- Jaroslav Werstadt, in memoriam, 1991
- Peter Zaťko, in memoriam, 1991
- Stanislav Broj, in memoriam, 1992
- Ludwig Czech, in memoriam, 1992
- Josef Ludvík Fischer, in memoriam, 1992
- Želmíra Gašparíková, in memoriam, 1992
- Anna Gašparíková-Horáková, in memoriam, 1992
- Helena Koželuhová, in memoriam, 1992
- Karel Kučera, in memoriam, 1992
- Zdeněk Němeček, in memoriam, 1992
- Václav Paleček, in memoriam, 1992
- Bohumil Přikryl, in memoriam, 1992
- Ladislav Radimský, in memoriam, 1992
- Bohuslav Reynek, in memoriam, 1992
- Josef Rotnágl, in memoriam, 1992
- Evald Schorm, in memoriam, 1992
- Jan Slavík, in memoriam, 1992
- Karel Steinbach, in memoriam, 1992
- Grigorij Žatkovič, in memoriam, 1992
- Antonín Remeš, in memoriam, 1996
- Jiří G. Corn, in memoriam, 1996
- Zdena Mašínová sen., in memoriam, 1998
- Nicholas Winton, 1998
- Bedřich Utitz, 1998
- Jaromír Šavrda, in memoriam, 1998
- Tomáš Špidlík, 1998
- Jaroslav Mezník Csc., 1998
- Marie Dubinová, 1998
- Jaroslav Musial, 2000
- Hans-Dieter Zimmermann, 2000
- Miloš Tomčík, DrSc., 2000
- Karel Vrána, 2001
- Barbara Coudenhove-Kalergi, 2001
- Ladislav Lis, in memoriam, 2002
- Dagmar Burešová, 2002
- Karel Skalický, 2006
- Pavel Žák, 2009
- Karel Jaroslav Fořt, 2012
- Jaromír Jarmara, 2012
- Josef Plocek, 2012
- Drahomíra Strouhalová, 2012

### 5. Klasse
- Luboš Hruška, 1997
- Dagmar Skálová, 1997
- František Lízna SJ, 2001